# باراسو
باراسو هي مدينة و بلدة تقع في مقاطعة فاريزي في منطقة لومباردي بشمال إيطاليا . يبلغ عدد سكان باراسو 1657 (بناءً على بيانات ديسمبر 2020 ). في القرن الرابع ، كلف الإمبراطور ثيودوسيوس الأول القديس جوليو ببناء كنيسة هناك. 

## روابط خارجية
- http://www.comune.barasso.va.it
- أولترونا أل لاجو